# Phyllanthus actephilifolius
Phyllanthus actephilifolius är en emblikaväxtart som beskrevs av Johannes Jacobus Smith. Phyllanthus actephilifolius ingår i släktet Phyllanthus och familjen emblikaväxter. Inga underarter finns listade i Catalogue of Life.